# 心理療法調査学会
心理療法調査学会（しんりりょうほうちょうさがっかい、英: The Society for Psychotherapy Research ; SPR）は、1970年に設立された学会である。機関誌は、Psychotherapy Research。